# Raubritter (Rose)
Die Strauchrose Raubritter wurde von Wilhelm Kordes aus den Elternsorten 'Daisy Hill' und 'Solarium' gekreuzt und 1936 eingeführt. Ihre seidig-rosa Blüten sind 6 cm groß und erscheinen im Mai bis Juni; die Blüten wachsen in Büscheln zu 10 – 40 und sind charakteristisch kugelförmig.
'Raubritter' ist ein Abkömmling der Rosa canina, die Wilhelm Kordes bei seinen Zuchtversuchen verwendete. Nach weiteren Quellen ist eine spontane Hybride von Rosa gallica beteiligt, die auch als Rosa × macrantha N.H.F.Desp bezeichnet wird. Raubritter wird daher wie die Muttersorte Daisy Hill zu den Macrantha-Rosen gezählt.
'Raubritter' lässt sich als Kletter-Rose, Strauchrose oder Bodendecker-Rose verwenden. Sie ist etwas anfällig für Blattkrankheiten, besonders Mehltau; die verblühten Blumen fallen nicht ab und mumifizieren häufig am Strauch.